# 药帮一巷石板路
药帮一巷石板路，位于中华人民共和国湖北省武汉市硚口区汉正街道，是武汉市文物保护单位。

## 简介
石板路铺就于清乾隆时期，长约150米。为武汉市内保存状况最好同时也最完整的一条青石板路。
明末汉口镇兴盛之时，河南怀庆府的药农在这一带做药材生意，后来生意不断壮大，不仅是怀庆府，附近地区的药农、药商也到这里卖药，遂居住于此。他们居住的巷子也被命名为“药帮巷”、“药帮大巷”、“药帮一巷”、“药帮二巷”等。清朝后期，药帮巷达到鼎盛，有二十八家药店，一年收入不少于白银三百万两。药帮巷及附近一片自然形成了药材市场。而“药帮一巷”是当年最大、历史最悠久的一条巷子。

## 文物保护情况
2011年3月21日，被武汉市人民政府评为第五批武汉市文物保护单位。
其作为文物的保护范围为：药帮一巷石板路本体及周围一定范围。四至：以石板路边缘及相邻不可移动文物、历史保护建筑为界，四周各向外延伸10米。
其作为文物的建设控制地带为：以保护范围四至为界，东面向外延伸27米至宝庆街西侧规划道路红线，南面向外延伸20米，西面向外延伸36米至全新街东侧规划道路红线，北面向外延伸至北侧规划道路红线。